# Francesco Valli (Politiker, III)
Francesco Valli († 31. März 2012) war ein Politiker aus San Marino, der unter anderem fünf Mal (1962, 1966, 1970, 1974–75, 1978) Capitano Reggente war.

## Leben
Francesco Valli wurde am 14. August 1955 für die Christlich-Demokratische Partei PDCS (Partito Democratico Cristiano Sammarinese) erstmals Mitglied des Großen und Allgemeinen Rates (Consiglio Grande e Generale) und gehörte diesem in der 15., 16., 17., 18., 19. und der 20. Legislaturperiode bis zum 29. März 1983 an. Er war gemeinsam mit Domenico Forcellini vom 1. April bis zum 1. Oktober 1962 erstmals Capitano Reggente und damit einer der beiden kollegial amtierenden gleichberechtigten Staatsoberhäupter von San Marino. Zusammen mit Emilio Della Balda bekleidete er vom 1. April bis zum 1. Oktober 1966 zum zweiten Mal das Amt des Capitano Reggente.
Im 14. Kabinett fungierte er zwischen dem 9. November 1966 und dem 6. November 1969 als Minister für Soziale Sicherheit, Hygiene, Gesundheit und Wohlfahrt (Deputato per la Sicurezza Sociale, l’Igiene e la Sanità e la Previdenza). Danach fungierte er vom 1. April bis zum 1. Oktober 1970 gemeinsam mit Eusebio Reffi zum dritten Mal als Capitano Reggente.
Er übernahm des Weiteren vom 27. März 1973 bis zum 11. November 1974 im 16. Kabinett das Amt als Minister für Landwirtschaft und Industrie (Deputato per l’Agricultura e l’Industria). Zum Ende seiner Amtszeit wurde er am 1. Oktober 1974 mit Enrico Andreoli zum vierten Mal Capitano Reggente und behielt dieses Amt bis zum 1. April 1975. Zusammen mit Enrico Andreoli bekleidete er vom 1. April bis zum 1. Oktober 1978 schließlich zum fünften Mal das Amt des Capitano Reggente.

## Hintergrundliteratur
- Friedrich Kochwasser: San Marino. Die älteste und kleinste Republik der Welt, Erdmann, Herrenalb im Schwarzwald 1961
- Fabio Foresti: Quella nostra sancta libertà. Lingue, storia e società nella Repubblica di San Marino, Biblioteca e ricerca, Quaderni della Segretaria di Stato per la Pubblica Istruzione, Affari Sociali, Istituti Culturali e Giustizia 6. Aiep, San Marino 1998, ISBN 88-86051-66-2
- Domenico Gasperoni: I Governi di San Marino. Storia e personaggi, AIEP Editore, Serravalle 2015, ISBN 978-88-6086-118-4